# 原田篤
原田 篤（はらだ あつし、1978年7月19日 - ）は、日本の俳優。愛知県出身。本名同じ。ブリッジプロモーション所属。

## 略歴
1998年、『GTO』の藤堂真一役にて俳優デビュー。
1999年、スーパー戦隊シリーズ『救急戦隊ゴーゴーファイブ』の巽ショウ / ゴーグリーン役で一年間レギュラー出演を務めた。
2002年、『HATU ハーツ〜ヴァンパイアシンドローム』の坂口明役でテレビドラマ初主演。
2003年、平成仮面ライダーシリーズ『仮面ライダー555』の三原修二 / 仮面ライダーデルタ役として4年ぶりに特撮作品へ出演。同年、女優の秋本奈緒美と結婚、16歳という歳の差で話題となる。
2013年より俳優業を休止したが、2016年に再開。
2017年、赤坂見附にダイニングバー「G-Trip-」を開店。
2020年9月、自動車で日本一周の旅に出る。
2021年10月、年末までの期間限定で愛知県常滑市に子ども食堂「知多原共同店」を開店。
2022年、愛知県名古屋市の芸能事務所に所属し、俳優活動を再開する。

## 人物
- 趣味・特技は野球、ラグビー、ギター、アクション、ランニング、カメラ。
- 保有する資格・免許は英語検定準2級、普通自動車、普通二輪。
- 俳優活動に専念すべく日本大学芸術学部映画学科演技コースを2年で中退。
- 2009年9月、自身を中心とする劇団「饒舌パタヤ」を結成し、定期的なイベント・映像制作・舞台などを行った。

## 出演

### テレビドラマ
- GTO 第9話 - 最終話（1998年9月1日 - 22日、関西テレビ・フジテレビ系） - 藤堂真一 役
- スーパー戦隊シリーズ（テレビ朝日）
  - 救急戦隊ゴーゴーファイブ（1999年2月21日 - 2000年2月6日） - 巽ショウ / ゴーグリーン 役
  - 海賊戦隊ゴーカイジャー 最終話（2012年2月19日） - 巽ショウ 役
- 大河ドラマ 元禄繚乱 第7回（1999年2月21日、NHK）
- ただいま満室 第6話（2000年11月18日、テレビ朝日） - 井川智也 役
- ココだけの話 第3回「アダルトビデオ」（2001年1月27日、テレビ朝日）
- 十三夜 第七夜「病院」（2001年11月17日、TVKテレビ / 11月18日、KBS京都） - アツシ 役
- shin-D Ready Made 第3話（2001年9月18日、日本テレビ） - 鈴木秀明 役
- 君の手がささやいている 最終章（2001年12月26日、テレビ朝日）
- ナンバーワン（2001年12月27日、TBS） - 大久保 役
- HATU ハーツ〜ヴァンパイアシンドローム（2002年1月5日 - 3月20日、TVKテレビ / 1月6日 - 3月31日、KBS京都） - 主演・坂口アキラ 役
  - ハーツ〜ヴァンパイアシンドローム シネマバージョン（2002年12月30日、KBS京都） - 主演・坂口アキラ 役
- 金曜エンタテイメント「父娘探偵・金造ミチル〜ホストクラブ殺人事件〜」（2002年7月5日、フジテレビ） - 中村寛二 / 浜本康平 役
- LoveCollection（2003年3月4日 - 7日、テレビ朝日） - 鈴木秀明 役
- 愛しき者へ 第4話 - 最終話（2003年4月3日 - 6月27日、東海テレビ・フジテレビ系） - 野々村修一 役
- 仮面ライダー555 第33話 - 最終話（2003年9月14日 - 2004年1月18日、テレビ朝日） - 三原修二 / 仮面ライダーデルタ 役
- 剣龍記（2003年10月、関西テレビ） - 椹木晃印 役
- 銭形平次 第1シリーズ 第5話「予告殺人！生前葬に隠された罠」（2004年5月10日、テレビ朝日） - 佐太郎 役
- イケメン新選組 激闘!!池田屋騒動（2004年6月6日、KBS京都） - 土方歳三 役
- ド・ラ・マ 熱烈恋愛的旅・台北（2004年10月14日・28日、CS275 EXエンタテインメント） - 主演・アツシ 役
- メモリー・オブ・ラブ（2004年12月6日 - 2005年2月4日、MBS・TBS系） - 木田浩志 役
- 京都地検の女 第2シリーズ 第7話（2005年3月3日、テレビ朝日） - 市川輝夫 役
- 同居のキモチ（2005年8月14日 - 10月30日、BS-i） - 主演・安住陽一郎 役
- 貞操問答（2005年10月17日 - 12月16日、TBS） - 美沢直巳 役
- 彼女の恋文（2006年3月17日、テレビ朝日） - 城嶋タケシ 役
- ランブリングフィッシュ（2006年7月2日 - 9月24日、KBS京都） - 主演・青木哲郎 役
- 夢のカタチ（2006年9月9日 - 11月25日、BS-i） - 主演・安住陽一郎 役
- キッパリ! 第37話 - 最終話（2007年3月20日 - 4月13日、CBC・TBS系） - 岸淳也 役
  - キッパリ!! 第7話 - 第15話（2008年9月9日 - 19日）※共演者の不祥事により第25話で打ち切り（残り20話未放送）
- ロス:タイム:ライフ 第6節「ヒーローショー編」（2008年3月8日、フジテレビ） - 赤井隼也 役
- 音女 093「親子丼のオトメ」（2008年9月18日、テレビ朝日）
- 日本史サスペンス劇場「幕末イケメンパラダイス新撰組」（2008年10月15日、日本テレビ） - 主演・土方歳三 役
- おみやさん 第6シリーズ 第2話（2008年10月30日、テレビ朝日） - 時任雄一 役
- 水戸黄門 第39部 第10話「江戸の陰謀を長崎で討て！ -長崎-」（2008年12月15日、TBS） - 伊三次 役
- ルビコンの決断「ソニー ウォークマンの逆襲」（2010年1月21日、テレビ東京） - ソニー宣伝部・小堀弘貴 役
- 1979 はじまりの物語～はんだ山車まつり誕生秘話～（2020年4月1日 - 2021年3月3日、CAC） - 亀崎太郎 役

### 配信ドラマ
- キミのミカタ（2006年2月6日 - 3月3日、eonet.jp） - 門倉和也 役

### 映画
- ショムニ（1998年11月28日、監督：渡邊孝好）
- ストロベリーフィールド（2002年、監督：堀江慶）
- 刑事まつり「引き刑事」（2003年1月11日、監督：堀江慶）
- 恋愛寫眞（2003年6月14日、監督：堤幸彦） - 河合 役
- メタセコイヤの木の下で（2004年、監督：櫻井眞樹）
- 2番目の彼女（2004年11月27日、監督：大森美香）
- 特命係長 只野仁 最後の劇場版（2008年12月6日、監督：植田尚）
- 管制塔（2011年4月9日、監督：三木孝浩）
- ピンク・レディ 女はそれを我慢できないッ（2012年12月22日、監督：上野貴弘）
- 月下燦然ノ星 THE MOVIE（2016年10月1日、監督：木村純子） - 友情出演
- 身体を売ったらサヨウナラ（2017年7月1日、監督：内田英治） - 光 役
- あのまちの夫婦（2017年11月19日、知多半島映画祭にて上映、監督：津田寛治） - 河合 役
- 劇場版 1979 はじまりの物語～はんだ山車まつり誕生秘話～（2022年4月1日、監督：作道雄） - 亀崎太郎 役
- 台湾ラーメンリハーサル（2024年12月1日、おいしい映画祭2024にて上映 / 2025年2月8日、大須シネマにて上演予定、監督：山口晃三朗） - 味仙常連客の⻲⼭ 役

### 舞台
- 劇団たいしゅう小説家「さよならの贈り物」（2003年12月23日 - 27日、東京芸術劇場小ホール2）
- 突びだせ!怪人社「ガラスのメカ」（2006年8月23日 - 27日、大塚萬劇場） - 主演・北島マサヤ 役 ※プロデュースも兼任

### オリジナルビデオ
- スーパー戦隊シリーズ - 巽ショウ / ゴーグリーン 役
  - 救急戦隊ゴーゴーファイブ  スーパービデオ レスキューだましい五つのおしえ（1999年、講談社）
  - 救急戦隊ゴーゴーファイブ 激突!新たなる超戦士（1999年7月9日、東映ビデオ）
  - 救急戦隊ゴーゴーファイブVSギンガマン（2000年3月10日、東映ビデオ）
  - 未来戦隊タイムレンジャーVSゴーゴーファイブ（2001年3月9日、東映ビデオ）
- イケメン新選組（2004年4月21日、東映ビデオ） - 土方歳三 役
- 死神の刃（2010年1月25日、オールインエンタテインメント）
- 干支天使チアラット外伝 シャノワールの復讐（2018年11月29日、リバートップ） - 秋本 役[5]

### テレビ番組
- はなまるマーケット「クイズママダズ2000」（2000年4月 - 9月、TBS） - はなまるエプロン隊
- 朝まるJUST 高校野球ダイジェスト（2003年7月、ちばテレビ） - キャスター
- 原田篤 スリランカを行く!（2005年、CSトラベラーズTV）
- 2時っチャオ!「これ買っチャオ!」（2006年10月5日 - 2007年6月29日、TBS）
- スタイルプラス（東海テレビ） - 準レギュラー
- 運気上昇バラエティー「カクヘン」（2008年5月3日 - 9月20日、CS275 EXエンターテイメント） - メインMC
- 原田篤のグルメdeデート（食と旅のフーディーズTV）

### ラジオドラマ
- 青春アドベンチャー ネガティブハッピー・チェーンソーエッヂ（2002年4月1日 - 12日、NHK-FM） - 主演・山本陽介 役

### ラジオ番組
- 原田篤の男旅『今度は車で日本一周！！』（2020年5月26日 - 2021年2月23日、Tokyo Star Radio）

### ゲーム
- オール仮面ライダー ライダーレボリューション（2016年12月1日、ニンテンドー3DS） - 仮面ライダーデルタ 役
- 仮面ライダーバトル ガンバレジェンズ（2024年1月25日、アーケード） - 仮面ライダーデルタ 役[6]

### CM
- マツモトキヨシ「マツキヨなしでは生きていけない」篇（1998年4月 - 2クール）
- アサヒ飲料 旨茶「内藤剛志さん編」（2001年4月14日 - ）
- 日本マクドナルド「フランクバーガートローリ」篇（2002年5月7日 - 6月）
- スタイルワン
- Gスタイル ガレージ編
- 葬儀会館ティア「家族葬」編（2022年）
- JAあいち 愛ひとつぶ「ホントかな?」篇（2024年）[7]

### スチール
- 愛知県知事選挙 ポスター（1999年）

### 玩具
- COMPLETE SELECTION MODIFICATION DELTAGEAR（2019年9月） - 三原修二 / 仮面ライダーデルタ 役